# Pelham Bay Park (métro de New York)
Pelham Bay Park est une station aérienne du métro de New York située dans le quartier de Pelham Bay, dans le Bronx. Située à proximité du Pelham Bay Park, elle constitue le terminus nord de l'IRT Pelham Line, issue du réseau de l'ancienne Interborough Rapid Transit Company (IRT). Sur la base des chiffres 2012, la station était la 230e plus fréquentée du réseau.
Au total, deux services y circulent, mais à des horaires différents :
- la desserte <6> y passe en semaine entre 06h30 et 20h45 dans la direction la plus encombrée ;
- les métros 6 y transite le reste du temps.